# 벌셔이 모니커
벌셔이 모니커(Mónika Balsai, 1977년 12월 13일 ~ )는 헝가리의 배우이다.

## 출연 작품
- 주피터스 문 - 베라 역
- 어쩌다 암살클럽 - 지타 역
- 누명 - 시게티 역
- 선셋